# Тайлър (окръг, Западна Вирджиния)
Окръг Тайлър (на английски: Tyler County) е окръг в щата Западна Вирджиния, Съединени американски щати. Площта му е 676 km², а населението – 9037 души (2012). Административен център е град Мидълборн.